# Thomas M. Franck
Thomas Martin Franck (* 14. Juli 1931 in Berlin; † 27. Mai 2009 in Manhattan) war ein amerikanischer Jurist, der im Bereich des Völkerrechts tätig war. Er wirkte von 1957 bis 2002 als Professor an der New York University sowie von 1998 bis 2000 als Präsident der Amerikanischen Gesellschaft für internationales Recht, die ihm für seine Verdienste die Manley-O.-Hudson-Medaille verlieh und zu ihrem Ehrenpräsidenten ernannte. Darüber hinaus wurde er in das Institut de Droit international und in die American Academy of Arts and Sciences aufgenommen.

## Leben
Thomas Franck wurde 1931 in Berlin geboren und emigrierte mit seinen Eltern 1938, kurz vor der Reichskristallnacht, zunächst in die Schweiz und sechs Monate später nach Kanada. Er erlangte an der University of British Columbia 1952 einen Bachelor-Abschluss und ein Jahr später einen Bachelor of Laws sowie an der Harvard University 1954 einen LL.M.-Abschluss und 1959 die Promotion. Ab 1954 fungierte er als Assistenzprofessor an der University of Nebraska in Lincoln. Drei Jahre später wechselte auf eine Stelle als außerordentlicher Professor an der New York University, an der er 1962 zum ordentlichen Professor sowie 1988 zum Murry and Ida Becker Professor ernannt wurde und bis zu seiner Emeritierung im Jahr 2002 tätig war. Außerdem unterrichtete er als Gastprofessor an verschiedenen Universitäten sowie 1993 als Dozent an der Haager Akademie für Völkerrecht. Im Laufe seiner Karriere verfasste er über 30 monografische Werke.
Während der Dekolonisierung in den 1950er und 1960er Jahren arbeitete Thomas Franck in mehreren afrikanischen Ländern, darunter das heutige Tansania, Simbabwe und Sierra Leone, bei der Ausarbeitung der jeweiligen Verfassungen mit. Außerdem unterstützte er als Rechtsberater die Regierungen Kenias, der Republik Mauritius, der Salomonen, El Salvadors und des Tschad. Von 1998 bis 2000 wirkte er als Präsident der Amerikanischen Gesellschaft für internationales Recht und von 1984 bis 1993 als Chefredakteur des American Journal of International Law. Am Internationalen Gerichtshof in Den Haag war er von 1995 bis 2007 in einem Verfahren zur Anwendbarkeit der Konvention über die Verhütung und Bestrafung des Völkermordes auf das Massaker von Srebrenica als Vertreter Bosnien und Herzegowinas sowie von 1998 bis 2002 in einem Fall auf Vorschlag Indonesiens als Ad-hoc-Richter tätig.
Thomas Franck starb 2009 in Manhattan infolge einer Erkrankung an Prostatakrebs.

## Auszeichnungen
Thomas Franck erhielt 1973 und 1982 ein Guggenheim-Stipendium sowie in den Jahren 1981, 1986, 1994 und 1996 jeweils die für ein im vorausgegangenen Jahr veröffentlichtes herausragendes Werk verliehene Verdiensturkunde (Certificate of Merit) der Amerikanischen Gesellschaft für internationales Recht. Darüber hinaus wurde er von der Gesellschaft im Jahr 2003 mit ihrer höchsten Ehrung, der Manley-O.-Hudson-Medaille, ausgezeichnet und 2009 zum Ehrenpräsidenten ernannt.
Vom Canadian Council on International Law erhielt er 1994 die John-E.-Read-Medaille. Ab 1993 war er Mitglied des Institut de Droit international sowie ab 2003 der American Academy of Arts and Sciences. Die University of British Columbia, das Monterey Institute of International Studies und die University of Glasgow verliehen ihm die Ehrendoktorwürde. An der New York University wurde mit dem Thomas M. Franck Fellowship in International Law ein Stipendium nach ihm benannt.

## Werke (Auswahl)
- United States Foreign Relations Law: Documents and Sources. New York und London, 1980–1984
- Nation Against Nation - What Happened to the UN Dream and What the U.S. Can Do About It. New York 1985
- Political Questions/ Judicial Answers: Does the Rule of Law Apply to Foreign Affairs? Princeton 1992
- Fairness in International Law and Institutions. New York und Oxford 1995